# Denoy de Oliveira
Denoy de Oliveira (Belém, 30 de outubro de 1933 — São Paulo, 4 de novembro de 1998) foi um roteirista, ator, produtor, compositor e diretor de cinema brasileiro. Destacou-se principalmente no cinema, dirigindo obras como Amante muito Louca, O Baiano Fantasma e A Grande Noitada, dentre outros. No teatro, sobretudo no Teatro Opinião, atuou como autor, diretor, ator e produtor. Também trabalhou na televisão. É irmão do cineasta Xavier de Oliveira e do artista gráfico Rui de Oliveira. Foi casado com a atriz e produtora cinematográfica Maraci Melo.

## Prêmios e indicações
Festival de Gramado
- 1974: Vencedor (Kikito) - Melhor Diretor, por Amante muito Louca
- 1981: Vencedor (Kikito) - Melhor Ator Coadjuvante, por O Homem que Virou Suco
- 1984: Vencedor (Kikito) - Melhor Diretor, por O Baiano Fantasma
- 1984: Vencedor (Kikito) - Melhor Filme, por O Baiano Fantasma

Troféu APCA
- 1973: Vencedor - Melhor Diretor, por Amante muito Louca

## Filmografia
- Amor Índio (2000) [produtor executivo]
- A Grande Noitada (1997) [roteirista, compositor, diretor]
- Panorama Histórico Brasileiro (1989) [diretor]
- A Hora da Estrela (1985) .... Pereira [ator]
- Abrasasas (1984) [ator]
- O Baiano Fantasma (1984) [roteirista, compositor, diretor, produtor]
- Janete (1983) [ator]
- Nasce uma Mulher (1983) [ator]
- A Próxima Vítima (1983) [ator]
- Sete Dias de Agonia (1982) [roteirista, compositor, diretor]
- O Último Vôo do Condor (1982) [ator]
- O Homem que Virou Suco (1981) [ator]
- Eles Não Usam Black-Tie (1981) [ator]
- Os Indecentes (1980) [roteirista]
- Gargalhada Final (1979) [compositor, associate producer]
- Como Matar uma Sogra (1978) [roteirista]
- Damas do Prazer (1978) [compositor]
- Doramundo (1978) [ator]
- J.J.J., O Amigo do Super-Homem (1978) [diretor]
- Os Melhores Momentos da Pornochanchada (1978) [roteirista]
- Este Rio muito Louco (1977) [roteirista, diretor]
- Ainda Agarro Esse Machão (1975) [ator]
- As Mulheres Que Fazem Diferente (1974) [roteirista]
- Amante muito Louca (1973) [roteirista, compositor, diretor]
- Revólveres não Cospem Flores (1972) [ator]
- André, a Cara e a Coragem (1971) [compositor, produtor]
- Um Homem sem Importância (1971) [compositor]
- Marcelo Zona Sul (1970) [ator, compositor]
- Massacre no Supermercado (1968) [ator]